# FK Zwiahel
FK Zwiahel (ukr. ПФК «Звягель») – ukraiński klub piłkarski, mający siedzibę w mieście Zwiahel, w obwodzie żytomierskim, na północy kraju, grający od sezonu 2022/23 w rozgrywkach ukraińskiej Perszej lihi.

## Historia
Chronologia nazw:
- 1993: FK Zwiahel Nowogród Wołyński (ukr. ФК «Звягель» (Новоград-Волинський))
- 1997: FK Lider Nowogród Wołyński (ukr. ФК «Лідер» (Новоград-Волинський))
- 1998: FK Zwiahel-93 Nowogród Wołyński (ukr. ФК «Звягель-93» (Новоград-Волинський))
- 2002: FK Fortuna Nowogród Wołyński (ukr. ФК «Фортуна» (Новоград-Волинський))
- 2002: klub rozwiązano
- 2016: FK Zwiahel Nowogród Wołyński (ukr. ФК «Звягель» (Новоград-Волинський))
- 16.11.2022: PFK Zwiahel (ukr. ПФК «Звягель»)

Klub piłkarski FK Zwiahel został założony w miejscowości Nowogród Wołyński w 1993 roku. Początkowo zespół występował w mistrzostwach obwodu żytomierskiego. W 1993 dotarł do finału Pucharu obwodu, a w 1994 został wicemistrzem obwodu. W 1996 roku po raz pierwszy zdobył Puchar obwodu, a w sezonie 1996/97 startował w rozgrywkach Amatorskiego Pucharu Ukrainy. W następnym sezonie 1997/98 drużyna po zdobyciu kolejnego Pucharu obwodu z nazwą FK Lider również występowała w Amatorskim Pucharze Ukrainy. W 1998 roku klub zmienił nazwę na FK Zwiahel-93. W 2002 roku zespół z nazwą FK Fortuna po raz ostatni startował w mistrzostwach obwodu żytomierskiego, jednak w rundzie jesiennej zrezygnował z dalszych występów, po czym klub został rozwiązany.
Od 2007 do 2010 i od 2011 do 2018 miasto Nowogród Wołyński na poziomie regionalnym i ogólnokrajowym reprezentowały zespoły Zwiahel-750 i Awanhard.
28 marca 2016 roku klub został odrodzony jako FK Zwiahel. Prezesem został Stepan Nusbaum, który wraz z Wiktorem Bondarczukiem przeprowadził klub do poziomu profesjonalnego. W sezonie 2016 zespół startował w wyższej lidze mistrzostw obwodu żytomierskiego. W 2018 roku został wicemistrzem obwodu i finalistą Pucharu obwodu. W 2019 roku klub poprawił ubiegłoroczny wynik i został zdobywcą Pucharu i mistrzem obwodu. W 2020 roku drużyna po raz drugi z rzędu zdobyła mistrzostwo i dotarła do finału Pucharu obwodu. W 2021 zdobyła Superpuchar obwodu. W sezonie 2019/20 i 2020/21 zespół startował w rozgrywkach Amatorskiego Pucharu Ukrainy. W sezonie 2021/22 debiutował w Amatorskiej lidze.
16 czerwca 2022 roku, w trakcie inwazji Rosji na Ukrainę, rada miasta opowiedziała się za powrotem do nazwy historycznej Zwiahel. Zmiana weszła w życie 16 listopada tegoż roku. W związku ze zmianą nazwy miasta została zmieniona również nazwa klubu na PFK Zwiahel.
Latem 2022 roku klub zgłosił się do rozgrywek Drugiej ligi (D3) i otrzymał status profesjonalny.

## Barwy klubowe, strój, herb, hymn
|  |  |

Klub ma barwy niebiesko-czerwone. Piłkarze domowe spotkania zazwyczaj grają w niebieskich koszulkach, niebieskich spodenkach oraz niebieskich getrach.

## Sukcesy

### Trofea międzynarodowe
Do chwili obecnej klub jeszcze nigdy nie zakwalifikował się do rozgrywek europejskich.

### Trofea krajowe
| \| \| Zdobyte trofea w rozgrywkach Ukrainy (stan na: 31-05-2023) \| |                                                            |      |          |
| Rozgrywki                                                           | Osiągnięcie                                                | Razy | Sezon(y) |
| · Mistrzostwo                                                       | I miejsce                                                  | 0    |          |
| · Mistrzostwo                                                       | II miejsce                                                 | 0    |          |
| · Mistrzostwo                                                       | III miejsce                                                | 0    |          |
| Puchar                                                              | zdobywca                                                   | 0    |          |
| Puchar                                                              | finalista                                                  | 0    |          |
| Puchar                                                              | 1/32 finału                                                | 1    | 2023/24  |
| II liga                                                             | I miejsce                                                  | 0    |          |
| II liga                                                             | II miejsce                                                 | 0    |          |
| II liga                                                             | III miejsce                                                | 0    |          |
| Ukraina                                                             | Zdobyte trofea w rozgrywkach Ukrainy (stan na: 31-05-2023) |      |          |

- Druha liha (D3):
  - 5.miejsce (1x): 2022/23
- Amatorska liga (D4):
  - 6.miejsce (1x): 2021/22 (gr.2)
- Amatorski Puchar Ukrainy:
  - 1/8 finału (2x): 1997/98, 2019/20
- Mistrzostwa obwodu żytomierskiego:
  - mistrz: 1993, 2019, 2020
  - wicemistrz: 1994, 2018
  - brązowy medalista: 1997
- Puchar obwodu żytomierskiego:
  - zdobywca: 1996, 1997, 2019
  - finalista: 1993, 2017, 2018, 2020
- Superpuchar obwodu żytomierskiego:
  - zdobywca: 2021

## Poszczególne sezony

### Rozgrywki międzynarodowe

#### Europejskie puchary
Nie uczestniczył w rozgrywkach europejskich.

### Rozgrywki krajowe
| \| Ukraina \| Bilans występów klubu w rozgrywkach piłkarskich Ukrainy (Stan na 31 maja 2023 r.) \| \| |                                                                                   |        |       |   |   |   |    |    |     |         |        |        |      |
| Poziom                                                                                                | Rozgrywki                                                                         | Sezony | Mecze | Z | R | P | B+ | B– | Pkt | Lata    | Awanse | Spadki | Naj. |
| I | Premier-liha                                                                      | 0      |       |   |   |   |    |    |     |         | 0      | 0      |      |
| II | Persza liha                                                                       | 0      |       |   |   |   |    |    |     |         | 0      | 0      |      |
| III                                                                                                   | Druha liha                                                                        | 2      |       |   |   |   |    |    |     | od 2022 | 0      | 0      | 5    |
| IV | Amatorska liha                                                                    | 1      |       |   |   |   |    |    |     | 2021/22 | 1      | 0      | 6    |
| | Puchar Ukrainy                                                                    | 1      |       |   |   |   |    |    |     | od 2023 | 0      | 0      | 1/32 |
| Ukraina                                                                                               | Bilans występów klubu w rozgrywkach piłkarskich Ukrainy (Stan na 31 maja 2023 r.) |        |       |   |   |   |    |    |     |         |        |        |      |

## Piłkarze, trenerzy, prezydenci i właściciele klubu

### Trenerzy
- 2016–01.2018:  Andrij Łoś
- 01.2018–20.06.2023:  Rusłan Skydan
- 20.06.2023–...:  Jurij Maksymow

### Prezydenci
- 03.2016–...:  Stepan Nusbaum

## Struktura klubu

### Stadion
Klub piłkarski rozgrywa swoje mecze domowe na stadionie Awanhard w Zwiahelu, który może pomieścić 2.397 widzów.

## Kibice i rywalizacja z innymi klubami

### Derby
- Polissia Żytomierz
- Keramik Baranówka
- FK Korosteń